# Epitaxia de feix molecular

Un esbós senzill que mostra els components principals i la disposició i el concepte aproximats de la cambra principal en un sistema d'epitaxi de feix molecular.

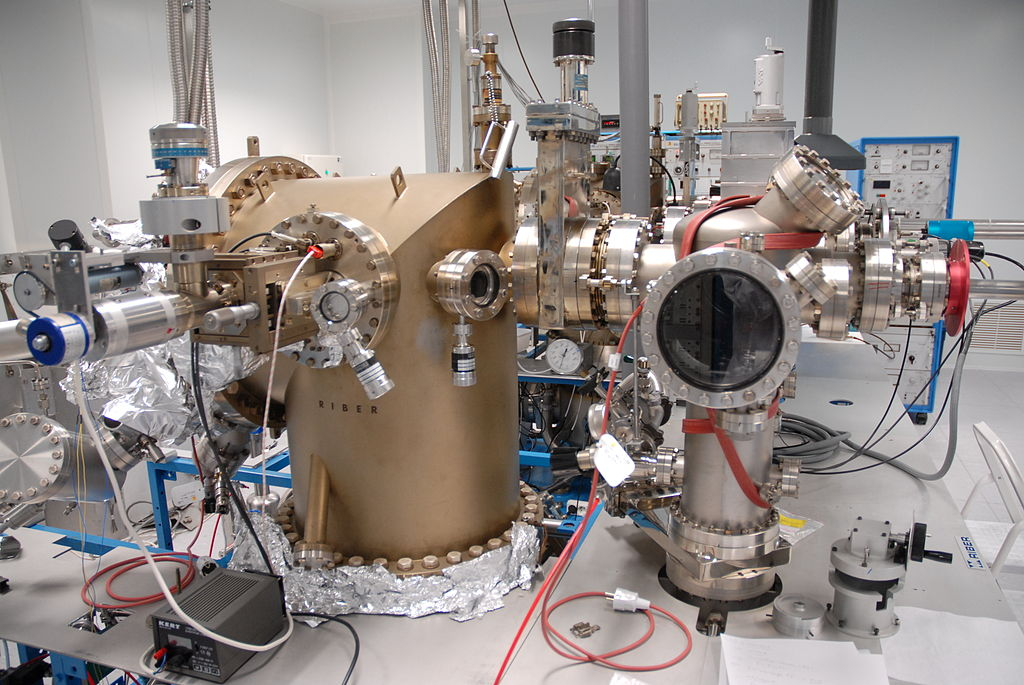
Instal·lació de MBE.

L'epitaxia de feix molecular (amb acrònim anglès MBE) és un mètode d'epitaxia per a la deposició de pel·lícula fina de cristalls senzills. MBE s'utilitza àmpliament en la fabricació de dispositius semiconductors, inclosos els transistors, i es considera una de les eines fonamentals per al desenvolupament de nanotecnologies. MBE s'utilitza per fabricar díodes i MOSFET (transistors d'efecte de camp MOS) a freqüències de microones, i per fabricar els làsers utilitzats per llegir discos òptics (com ara CD i DVD).
Les idees originals del procés MBE van ser establertes per primera vegada per Günther. Les pel·lícules que va dipositar no eren epitaxials, sinó que es dipositaven sobre substrats de vidre. Amb el desenvolupament de la tecnologia del buit, Davey i Pankey van demostrar el procés MBE que van aconseguir fer créixer pel·lícules epitaxials de GaAs sobre substrats de GaAs de cristall únic mitjançant el mètode de Günther. Les investigacions de JR Arthur sobre el comportament cinètic dels mecanismes de creixement i l'observació in situ d'Alfred Y. Cho del procés MBE utilitzant RHEED a finals dels anys seixanta van permetre el desenvolupament posterior important de pel·lícules MBE.
L'epitaxia del feix molecular té lloc en buit alt o buit ultraalt (10−8 –10−12 Torr). L'aspecte més important de MBE és la taxa de deposició (normalment menys de 3.000 nm per hora) que permet que les pel·lícules creixin epitaxialment. Aquestes taxes de deposició requereixen un buit proporcionalment millor per aconseguir els mateixos nivells d'impureses que altres tècniques de deposició. L'absència de gasos portadors, així com l'entorn de buit ultra alt, donen lloc a la puresa més alta possible de les pel·lícules cultivades.